# Oksatres z Persji
Oksatres (gr.: Όξάθρης, Oksáthrēs; staroperski: Vaxšuvarda) (IV wiek p.n.e.) – wódz perski, młodszy syn Arsamesa i Sisygambis, brat Dariusza III Artaszaty, ostatniego króla Persji z dynastii Achemenidów,
Ojciec Oksatresa był synem Ostanesa, syna króla perskiego Dariusza II Notosa. Został on zamordowany przez Artakserksesa II Ochosa, króla perskiego. Oksatres był znany dzięki osobistym zaletom. Brał udział w bitwie z Issos (r. 333 p.n.e.) Walczył tam dzielnie w obronie króla Dariusza III, a swego starszego brata. Wielu Macedończyków zmusił do ucieczki. Bitwa jednak była przegrana dla Persów. Oksatres później towarzyszył Dariuszowi w jego ucieczce do Baktrii, gdzie wpadł w ręce Aleksandra podczas pościgu. Został potraktowany z najwyższym wyróżnieniem przez zdobywcę, który wyznaczył mu honorową służbę w jego straży przybocznej. Gdy król macedoński, pochwycił Bessosa, uzurpatora perskiego, postanowił go przekazać Okatresowi, by ukarał za zabójstwo króla Dariusza III. Persowie ukarali go w sposób perski, obcinając mu uszy i nos, przybijając do krzyża i dobijając strzałami w r. 329 p.n.e.
Oksatres miał córkę Amastris (zm. ok. 284 p.n.e.), przyszłą władczynię Heraklei Pontyjskiej. Ta była trzykrotnie zamężna. W r. 324 p.n.e. została wydana przez króla macedońskiego za Kraterosa, wodza i przyjaciela. Dwa lata później, gdy mąż zostawił ją, poślubiła Dionizjusza Dobrego, tyrana Heraklei Pontyjskiej. Po jego śmierci wyszła ostatecznie za Lizymacha, króla Tracji w r. 302 p.n.e.
Opis Oksatresa w czasie bitwy pod Issos

Brat jego, Oksatres, widząc, że Aleksander nastaje na życie króla, rzucił tuż przed wóz królewski konnicę, którą dowodził. Sam wyróżniał się wśród innych uzbrojeniem i siłą fizyczną, a także wyjątkową odwagą i szlachetnością. W tej zaś bitwie wsławił się szczególnie: tych, którzy niespodziewanie uderzali, powalił, innych zmusił do ucieczki.